# San Demetrio Corone
San Demetrio Corone (Shën Mitri in arbëreshe) è un comune italiano di 2 983 abitanti della provincia di Cosenza in Calabria.
Con un'altitudine di 521 m s.l.m., sulle colline che dalla pianura di Sibari salgono verso la Sila Greca, è affacciata sul versante destro della bassa valle del Crati, da cui si ha la visione del Massiccio del Pollino.
La cittadina è tra i centri culturali più importanti delle comunità albanesi d'Italia e conserva la lingua albanese, il rito bizantino, i costumi, la cultura e l'identità etnica propria d'origine. È sede del "Collegio Italo-Albanese di Sant'Adriano" (1732-1794), importante organismo religioso e culturale per la conservazione del rito orientale e delle tradizioni patrie, faro del patrimonio identitario albanese, in cui si formò l'intellighentia italo-albanese del continente. Fa parte della circoscrizione della Chiesa Italo-Albanese dell'Eparchia di Lungro.
Nella frazione Macchia Albanese, posta a 418 metri s.l.m., è nato Girolamo De Rada, sommo vate arbëresh, padre della letteratura albanese moderna.
Da anni la musica, il canto e le nuove sonorità degli albanesi d'Italia sono raggruppate qui ne "Il Festival della Canzone Arbëreshe".

## Geografia fisica
Le quote topografiche oscillano, per la zona a sud più elevata, tra i 500 e gli 800 metri di altitudine e tra i 400 ed i 40 metri per la porzione a nord, a ridosso dell'alveo del fiume Crati. L'intero territorio è caratterizzato da un reticolo idrografico alquanto sviluppato e complesso. È solcato in senso longitudinale dal torrente Galatrella che lo delimita, marginalmente dai torrenti Mizofato e Muzzolito, più intermedi quasi tutti affluenti del fiume Crati.
Nella parte sommitale, in località Buttorino, Castagna Rotonda e Poggio, la vegetazione dominante è rappresentata da numerosi castagneti che danno a questa zona un aspetto naturalistico del tutto singolare. La zona nord, invece, digradante verso la Piana di Sibari, presenta una morfologia caratterizzata dalla presenza di pianori e terrazzamenti, che si intervallano tra i numerosi torrenti e solchi erosivi. Il territorio, di complessivi 7.500 ettari, ha la visione della catena del Pollino.

## Storia
San Demetrio Corone fu costruito sul finire del XV secolo da esuli albanesi costretti all'esilio dal dominio incombente turco-musulmano nei Balcani. I suoi fondatori vi giunsero dall'Albania nel 1471,  più tardi giunsero gli Arvaniti (greco-albanesi) della seconda diaspora e Greci dalla città di Corone in Morea (Grecia) tra il 1532 e il 1534.

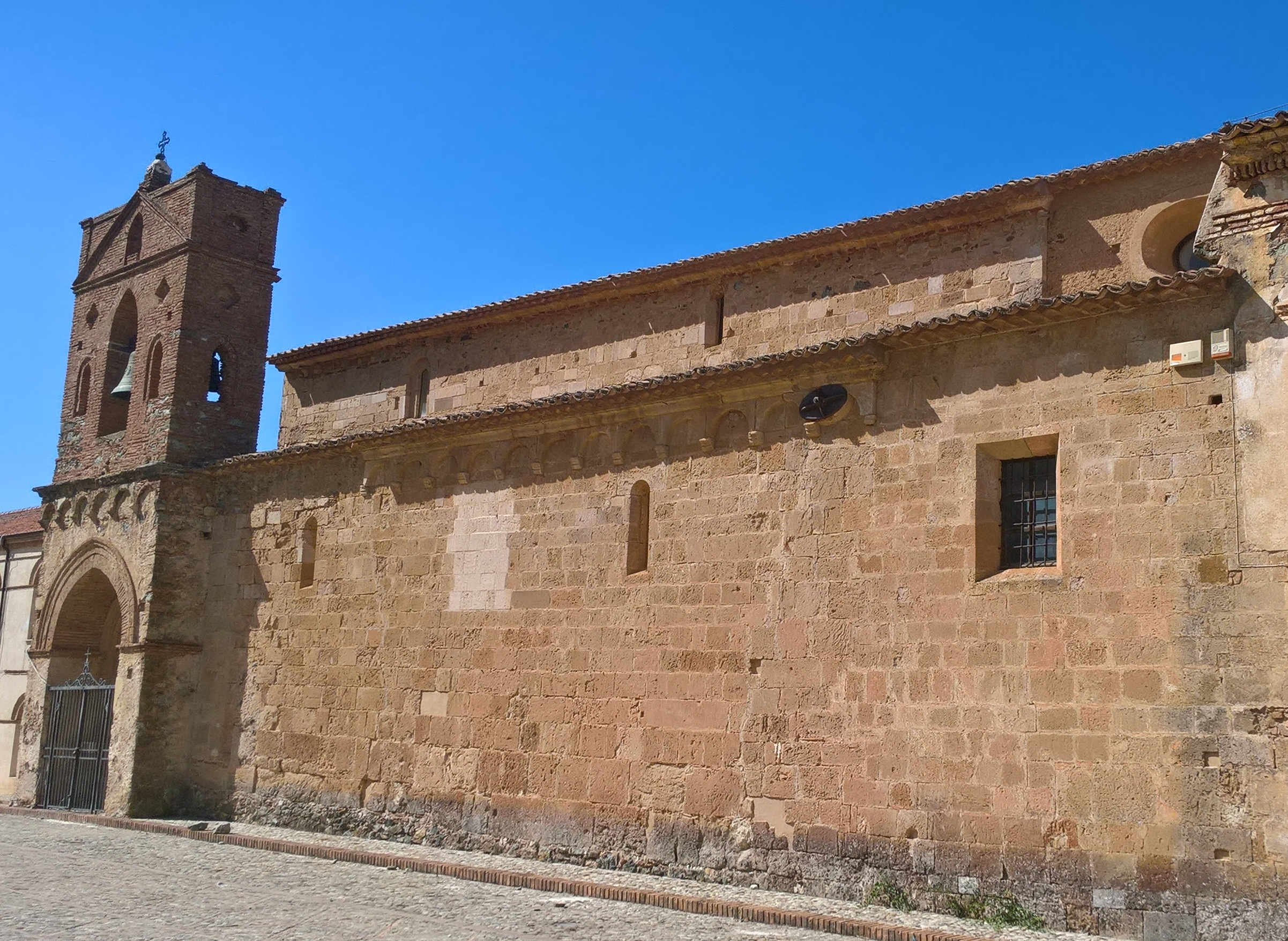
Ex convento di Sant'Adriano

Gli esuli albanesi costruirono il centro abitato presso l'antico oratorio di Sant'Adriano, dove nel X secolo San Nilo di Rossano si era rifugiato a pregare, con dimora in una grotta, creando una vita monastica basiliana locale. Tuttavia la zona fu abitata in epoca precedente, sempre risalente a insediamenti di monaci orientali (VII secolo). Il primo nucleo abitativo era conosciuto in latino con il nome di Situ Sancti Dimitri, anche se i suoi abitanti lo chiamarono da sempre katundi i Shën Mitrit. Testimonianza del fatto che preesisteva un piccolo monastero all'arrivo dei albanesi è data dalle Capitolazioni del 3 novembre 1471, quando l'abate archimandrita Paolo Greco si recò presso il notaio De Angelis per rogare un atto che registrò l'impegno ad accogliere i profughi albanesi a seguito del Duca Teodoro Lopez nel casale di San Demetrio, con la facoltà di coltivarne le terre.
Nel 1524 si ebbe una nuova immigrazione albanese in seguito alla guerra che Carlo V condusse contro i turchi: gli albanesi di Corone, città della Morea, oggi Peloponneso, vennero accolti dall'Imperatore nel Regno di Napoli e si distribuirono nei vari paesi fondati dai loro predecessori, fra cui San Demetrio.
Dopo la costituzione del Regno d'Italia il nome "Corone", in ricordo della diaspora albanese, in particolare della seconda, venne aggiunto al comune (1863).
San Demetrio Corone è sede del Collegio Italo-Albanese di Sant'Adriano: chiamato in origine Collegio Corsini, fu istituito da papa Clemente XII nel 1732 a San Benedetto Ullano, allo scopo di preparare il clero italo-albanese alla conservazione del rito bizantino-greco. Fu poi trasferito a San Demetrio Corone nel 1794, a seguito di richiesta del vescovo Francesco Bugliari. Dal 1794 la storia del territorio è profondamente legata a quella del Collegio, fondato da re Ferdinando IV al posto del soppresso monastero. Esso divenne un importante organismo culturale degli albanesi d'Italia, nonché il primo istituto di formazione culturale in Calabria, dalle cui mura uscirono luminose figure del Risorgimento italiano come Agesilao Milano (1830-1856) e Domenico Mauro (1812-1873), e letterati e giuristi come Cesare Marini (1792-1865) e Girolamo De Rada (1814-1903).

### Simboli
Lo stemma comunale e il gonfalone sono stati concessi con decreto del presidente della Repubblica dell'8 gennaio 1997.
(D.P.R. del 18/01/1997)
La composizione è ripresa da un sigillo del 1743, presente nel Catasto onciario conservato presso l'Archivio di Stato di Napoli, e riporta il patrono eponimo san Demetrio di Tessalonica. Nonostante la concessione ufficiale, la blasonatura dello stemma non è inserita nello statuto comunale.
Il gonfalone è un drappo di bianco con la bordatura di verde.

## Monumenti e luoghi d'interesse

### Architetture religiose
- Abbazia basiliana di Sant'Adriano, fondata da Nilo da Rossano nel 955, poi Collegio Italo-Albanese di Sant'Adriano (1794), tra gli esempi architettonici più interessanti della Calabria.

## Società

### Evoluzione demografica
Abitanti censiti

### Etnie e minoranze straniere
Secondo i dati ISTAT al 31 dicembre 2009 la popolazione straniera residente era di 124 persone. Le nazionalità maggiormente rappresentate in base alla loro percentuale sul totale della popolazione residente erano:
Albania 53 4,87%

### Lingue e dialetti

#### Alcune frasi nell'arbëreshë di San Demetrio Corone
| Shihemi prana!                 | Ci vediamo a dopo!           |
| Si vemi?                       | Come stai?                   |
| U nëng rri mirë, jam sëmurë    | Non sto bene, sono malato    |
| Fiet arbërisht?                | Parli arbëreshë?             |
| Si t'e thonë? Mua m'e thonë... | Come ti chiami? Mi chiamo... |
| Gëzohem se të njoh             | Sono felice di conoscerti    |
| Eh                             | Sì                           |
| Jo                             | No                           |

### Tradizioni popolari

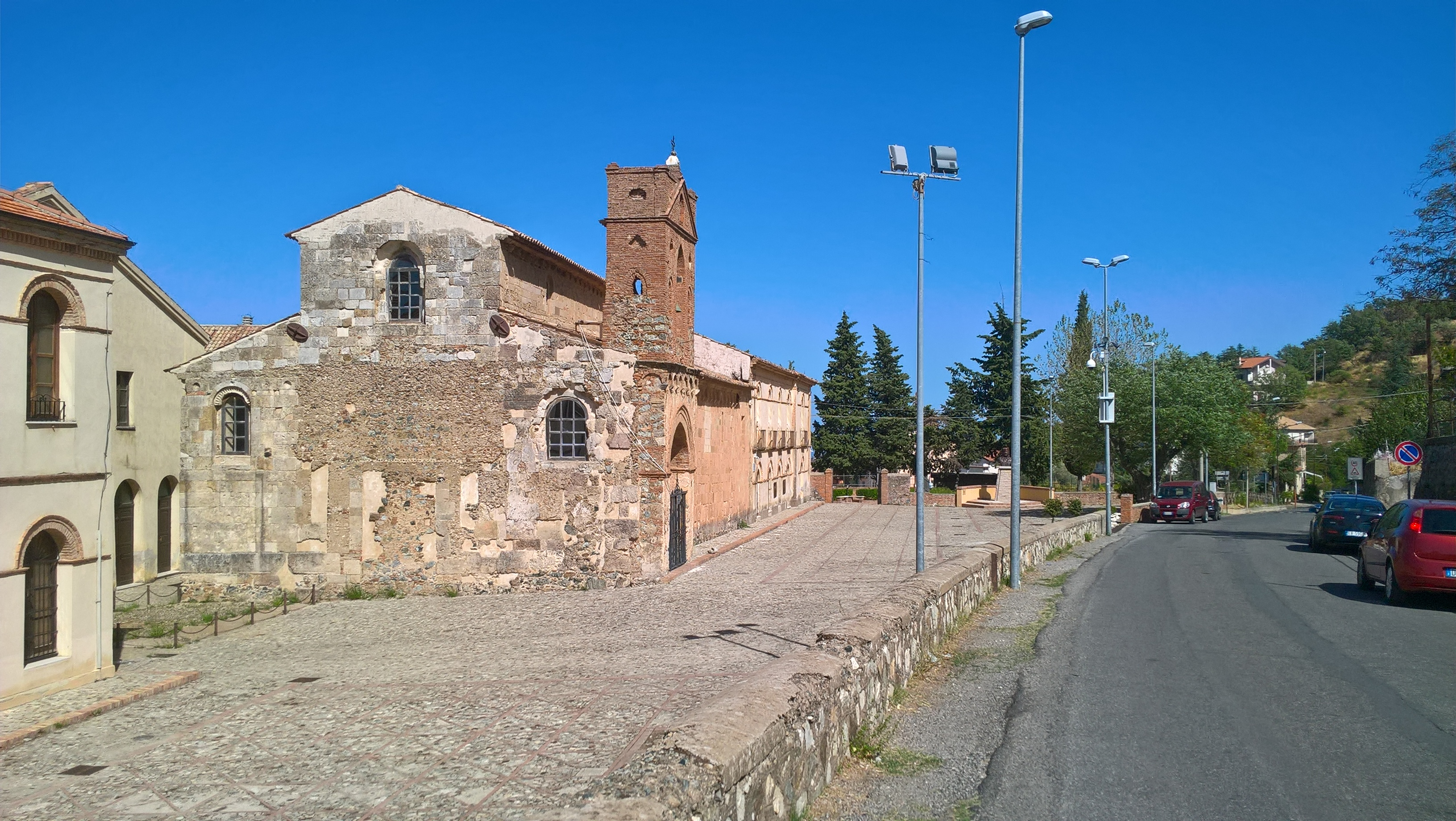
Chiesa di Sant'Adriano e Natalia

Durante la commemorazione dei defunti, suggestiva è la visita dei sacerdoti (papàdes) presso le famiglie, per procedere alla benedizione delle "panagie" (mensa con vino, pane, grano bollito e una candela sovrapposta al centro), simboli della resurrezione dei corpi e dell'immortalità dell'anima.
È consuetudine, da tradizione, fra la notte di Sabato e Domenica della Settimana Santa (Java e Madhe), recarsi alla fontana dei monaci (pusi) presso il Collegio di San Adriano, per perpetuare il rito del rubare l'acqua. Di solito ci si reca a gruppi, in tutto silenzio, secondo una regola cui non si deve trasgredire, anche se le tentazioni non mancano. E proprio in difesa di questa regola che ci si reca di "dokaniqie", lungo bastone con l'estremità biforcuta. Qui si procede all'accensione di un grande falò (qeradonulla) davanti al sagrato della chiesa. Al momento dell'accensione si inneggia il canto greco "Kristos Anesti" (Cristo è risorto). La mattina alle 5:30 si svolge una messa in chiesa chiamata messa dell'alba o "FJALA E MIRE"
Il 26 ottobre cade la festa del santo patrono, e per tre giorni si tiene la fiera. La tradizione vuole che il giorno della vigilia, dal portone principale della chiesa, esca il "cavallo di S. Demetrio" (kali i Shèn Mitrit), sorretto alle spalle da due persone. È realizzato in cartapesta e gira casa per casa, portando messaggi augurali e ricevendo in cambio danaro, vino o altro. Il mercoledì delle Ceneri, durante il carnevale, viene svolto il funerale di "Nikolla", un vecchio vestito di stracci con a seguito vari personaggi. Subito dopo entrano in scena i diavoli (djelzit), coperti di pelle di capra.
Il 26 agosto invece si festeggino i santi Adriano e Natalia copatroni del paese e anche in occasione di questa festività ci sono tre giorni di fiera e nel piazzale antistante la chiesa vengono allestite le "Barracche" dove ci si ritrova per mangiare panini, ma maggiormente si mangio lo spezzatino di trippa.

### Istituzioni, enti e associazioni
Tra le istituzioni culturali è da menzionare il Centro "De Rada", sorto per iniziativa dell'amministrazione comunale, che promuove la cultura arbëreshë attraverso ampi programmi e iniziative culturali. Dall’Associazione culturale "Arbitalia" di San Demetrio Corone è nata la prima rivista arbëreshë nel web, il cui presidente e direttore è stato il cantautore, letterato, poeta e scrittore Pino Cacozza, morto nel febbraio 2021. Questa associazione ha creato all’interno della rivista una collana di pubblicazioni in formato digitale chiamata “le Perle di Arber”. Questa collana editoriale presenta molte opere di scrittori italo-albanesi che hanno voluto raccontare le tradizioni, gli usi e costumi della loro terra per tramandarle alle generazioni a venire. Lo stesso direttore di questa collana editoriale è stato l’autore di molti libri come Il recital "I percorsi dell'Arberia: Udhëtimet e Arbërisë”, che sviluppa le problematiche esistenziali della minoranza linguistica storica albanese, presente nell’Italia centro meridionale da oltre 5 secoli, il Recital dal titolo Rrënjat e Arbërisë (Le radici dell’Arbria) che riporta alla mente il ruolo dei Rapsodi dell’antichità, quei personaggi centrali della vita culturale di una popolazione, i quali, avendo ricevuto in eredità il patrimonio tradizionale, svolgevano il ruolo di tutori e trasmettitori alle nuove generazioni della cultura attraverso i testi poetici cantati e accompagnati da uno strumento musicale e i Ponti d'Arte 2017, Rassegna d'Arte Internazionale, Artisti Albanesi e Italiani a confronto. Si ricordano, inoltre, alcuni degli scrittori italo-albanesi che hanno pubblicato i loro libri all’interno di questa collana editoriale, come lo scrittore Nikola D. Bellucci con il suo libro intitolato "Dissertazione perifrastica sul Vjersh Arbëresh" (2016), lo scrittore A. Domenico Cassiano nel libro "La collina del prete" (2014), lo scrittore Ernesto Iannuzzi con il libro intitolato "Quella vecchia valigia di cartone" (2014), che racconta la storia di una famiglia arbëreshë dove l’autore tesse la sceneggiatura, realizzando straordinarie sequenze di microstorie di una società meridionale con tanti problemi e tanti sogni racchiusi in una valigia di cartone, lo scrittore Enrico Ferraro, "Zzopa gjóghie ty Puheríut - Frammenti di vita pallagorese" (2015) e ancora lo scrittore A. Domenico Cassiano, con il libro "La montagna sotto la neve" (2014).
Oltre all’Associazione "Arbitalia", un altro importante punto di riferimento culturale per i giovani è l'Associazione Giovanile Sandemetrese A.P.S., costituita nel marzo 2023 e con sede legale in Piazza Francesco Crispi 1, nel palazzo dell'ex municipio che ospita anche la torre dell'orologio ormai in disuso. L'associazione si impegna attivamente nella promozione e valorizzazione della cultura arbëreshë, organizzando eventi, attività di aggregazione e iniziative che mirano a coinvolgere le nuove generazioni nel mantenimento delle tradizioni della comunità.

## Cultura

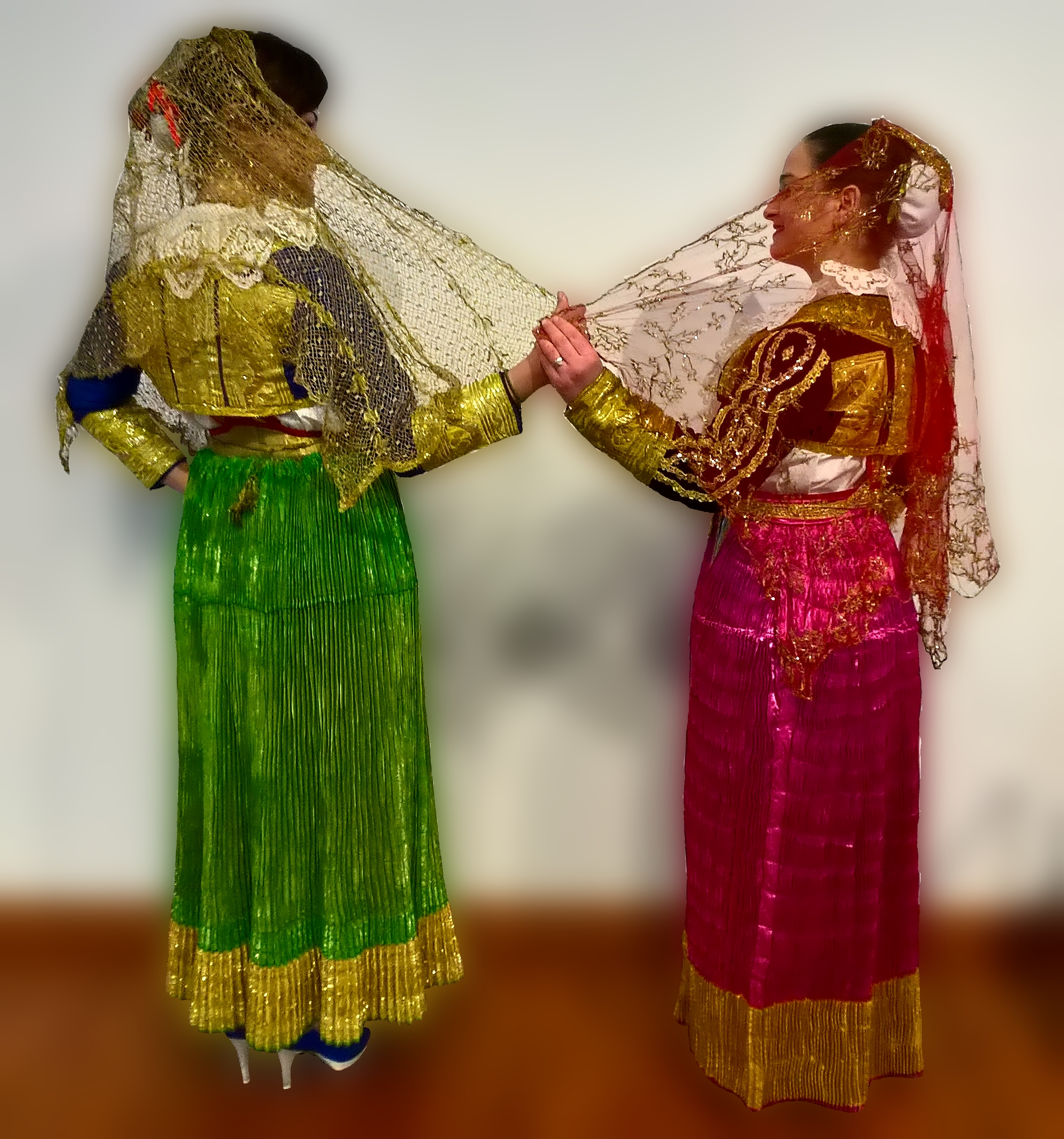
Costumi tipici femminili arbëreshë

Da alcuni anni sono diventati famosi, in tutti i paesi arbëreshë d'Italia e soprattutto nella provincia di Cosenza, due gruppi musicali di San Demetrio Corone che suonano musica ska con testi in arbëreshë, rivisitando ritmi folk e canzoni popolari. 
A San Demetrio Corone si svolge annualmente, nel secondo sabato del mese di agosto, il "Festival della Canzone Arbëreshe" diventato appuntamento insostituibile delle espressioni musicali emergenti degli italo-albanesi.
Da visitare c'è la bottega del maestro Hevzi Nuhiu, artista scultore del legno, con pregevoli opere a motivi ornamentali orientali, e, sul ripido pendio presso il torrente Sant'Elia, i resti di un piccolo santuario eremitico noto come "Grotta di San Nilo", dove si era rifugiato per pregare nel X secolo proprio il Santo San Nilo di Rossano. Il Collegio, che incorpora la chiesa di Sant'Adriano, costruita verso il 955 da San Nilo, costituisce un esempio di architettura normanno-bizantina. Da vedere anche i costumi o le bambole artigianali col caratteristico costume albanese.

## Geografia antropica

### Frazioni
Macchia Albanese è una frazione di San Demetrio Corone, piccolo borgo della bassa valle del Crati, esteso su un poggio alla sinistra del torrente "Due Mulini" e circondato da un pittoresco panorama, di fronte al mar Jonio. È stato popolato da una colonia di profughi albanesi nel XV secolo.
A Macchia Albanese nacquero personaggi illustri della storia, della letteratura, della filosofia arbëreshë, tra cui: Girolamo De Rada, tra i padri della letteratura Rilindja albanese; Giuseppe De Rada, figlio di Girolamo e autore di una grammatica della lingua albanese; Francesco Avati, umanista; Michele Marchianò, albanologo.
Nella chiesa matrice di Macchia Albanese si trova il sepolcro del poeta Girolamo De Rada (vicino all'altare) con un'epigrafe in lingua albanese. La casa dei De Rada è d'importanza storica-regionale, poiché culla del degli italo-albanesi. Nella casa si accede per mezzo di un antico cortile, alla cui entrata si trova lo stemma della famiglia.
Il 21 novembre nella chiesa parrocchiale, consacrata a Santa Maria di Costantinopoli, si festeggia "Shën Mëria Mexasporis" (Madonna della mezza aratura) con grande partecipazione del popolo italo-albanese.

## Amministrazione
La cittadina fa parte dell'Unione Arbëria (Lidhja Arbëria) costituito dai comuni albanesi di San Demetrio Corone, Santa Sofia d'Epiro, San Giorgio Albanese, Vaccarizzo Albanese e San Cosmo Albanese.